# Empreinte typographique
Pour les articles homonymes, voir empreinte.
L'empreinte typographique est une suite de caractères permettant l'identification formelle d'une édition particulière d'un livre ancien.
Cet identifiant est, en première approximation, l'analogue des outils contemporains que sont le doi pour les articles et l'ISBN pour les livres.
Plusieurs systèmes existent. Le système LOC (Londres-Oxford-Cambridge) est basé sur une suite de 16 caractères : l'empreinte comporte ainsi en principe les deux derniers caractères des deux dernières lignes :
- du premier recto après la page de titre ;
- du quatrième recto après celui-ci ;
- du premier folio portant la numérotation 13 ;
- et les deux premiers caractères des deux dernières lignes du verso de la page portant la numérotation 13[2].